# Francisco Varallo
Francisco Antonio Varallo (phát âm tiếng Tây Ban Nha: [fɾanˈsisko anˈtonjo ˈpantʃo βaˈɾaʝo]; 5 tháng 2 năm 1910 – 30 tháng 8 năm 2010) là một tiền đạo bóng đá người Argentina. Ông từng chơi cho Đội tuyển bóng đá quốc gia Argentina từ năm 1930 đến năm 1937, đồng thời là cầu thủ thuộc đội tuyển Argentina tại FIFA World Cup khai mạc năm 1930. Trong sự nghiệp của mình, Varallo đã giành được ba danh hiệu vô địch cùng Boca Juniors, 194 bàn thắng, nhiều thứ ba của đội, cũng như là cầu thủ ghi bàn hàng đầu mọi thời đại.